# 弗朗西斯卡·哈尔索尔
弗朗西斯卡·让·哈尔索尔（英語：Francesca Jean Halsall，1990年4月12日—）生于默西賽德郡紹斯波特，是一名英国女子游泳运动员，主攻自由泳。她在职业生涯期间曾参加2008年北京奥运、2012年伦敦奥运和2016年里约奥运，均未获得奖牌。2017年1月，她正式宣布结束游泳生涯。2018年，她与橄榄球选手Jon Wilkin结婚。